# یواس‌اس تریپولی (ال‌پی‌اچ-۱۰)
یواس‌اس تریپولی (ال‌پی‌اچ-۱۰) (به انگلیسی: USS Tripoli (LPH-10)) یک کشتی بود که طول آن ۵۹۸ فوت (۱۸۲ متر) بود. این کشتی در سال ۱۹۶۵ ساخته شد.
این کشتی در تاریخ ۶ اوت ۱۹۶۶ وارد مأموریت‌های گوناگون شد و در نهایت در ۱۵ سپتامبر ۱۹۹۵ بازنشسته شد.